# Lujo Tončić-Sorinj
Lujo Tončić-Sorinj (lujɔ tɔntʃitɕ sɔriɲ) (né le 12 avril 1915 à Vienne – 20 mai 2005 à Salzbourg) est un diplomate et un homme politique autrichien du parti conservateur ÖVP. Il prend la nationalité croate en 1992 ce qui lui fait perdre un temps sa nationalité autrichienne. Il a été Secrétaire général du Conseil de l'Europe de 1969 à 1974.

## Biographie
Pendant la Seconde Guerre mondiale, il enseignait les langues dans le corps du signal (de) de la Luftwaffe. En 1945, Tončić-Sorinj devient le président du département politique de l'institut autrichien pour l'économie et la politique à Salzbourg, et rejoint l'ÖVP nouvellement crée, considéré comme la suite du Parti chrétien-social, catholique d'extrême droite fondé par Karl Lueger de du Front patriotique qui lui succède en 1934.
Plus tard, il devient membre de la commission autrichienne à l'UNESCO et de la délégation autrichienne de la convention consultative du conseil de l'Europe.
Le 24 juillet 1971, il envoie une lettre à son « cher ami », Herbert von Karajan, une autre personnalité d'extrême droite, pour lui demander de faire un arrangement d'« Ode à la joie » de Ludwig van Beethoven pour en faire l'hymne du Conseil de l'Europe. Il deviendra ensuite celui l'Union européenne, cela permettra à von Karajan de toucher des droits sur chaque diffusion de cet hymne.